# 星野正昭
星野 正昭（ほしの まさあき、1972年7月17日 - ）は日本のゲームクリエイター。“ポッ拳“、“ソウルシリーズ”、"ポケモンユナイト"を担当したプロデューサー。

## 略歴
1997年、ナムコに入社。入社後すぐに業務用『ソウルキャリバー』にプログラマーとして参加。
格闘ゲームのプレイヤーだった経験を活かし、ゲームの基礎設計開発に関わる。
『ソウルキャリバーIII』ではAIとカメラのプログラムを担当。
2008年、『ソウルキャリバーIV』ではリードプログラマーを担当。スターウォーズのキャラクターが登場しシリーズ初のオンライン対戦を実現。PS3、Xbox 360両機種で世界同時期発売を行った。
2014年、『ソウルキャリバーロストソーズ』からディレクター兼シリーズプロデューサー。
2015年、『ポッ拳 POKKÉN TOURNAMENT』では、格闘ゲーム開発経験とバンダイナムコゲームス(現：バンダイナムコスタジオ)でポケモン部部長を務める程のポケモンファンという実績からプロデューサーを担当。Wii Uで全世界累計販売本数100万本を達成。
2017年、『ポッ拳 POKKÉN TOURNAMENT DX』にてテクニカルディレクターを担当。
2019年6月9日、「ポケモンジャパンチャンピオンシップス2019」にて株式会社ポケモンへの移籍を発表した。
2020年6月24日、株式会社ポケモンが公開したWeb番組「Pokémon Presents」の中で『ポケモンユナイト』のプロデューサーであることを発表。

## 作品
- ソウルキャリバー：プログラマー
- ソウルキャリバーII：プログラマー
- ソウルキャリバーIII：プログラマー
- ソウルキャリバーIV：リードプログラマー
- ソウルキャリバー ブロークンデスティニー：リードプログラマー
- ソウルキャリバーV：テクニカルディレクター
- ソウルキャリバー ロストソーズ：プロデューサー兼ディレクター
- ポッ拳 POKKÉN TOURNAMENT ：シリーズ プロデューサー
- ポケモンユナイト：プロデューサー